# Ruscus aculeatus
Ruscus aculeatus är en sparrisväxtart som beskrevs av Carl von Linné. Ruscus aculeatus ingår i släktet Ruscus och familjen sparrisväxter. Inga underarter finns listade i Catalogue of Life.

## Bildgalleri

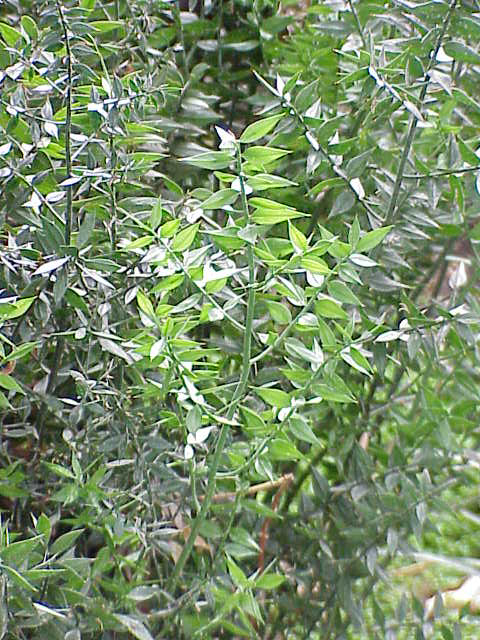
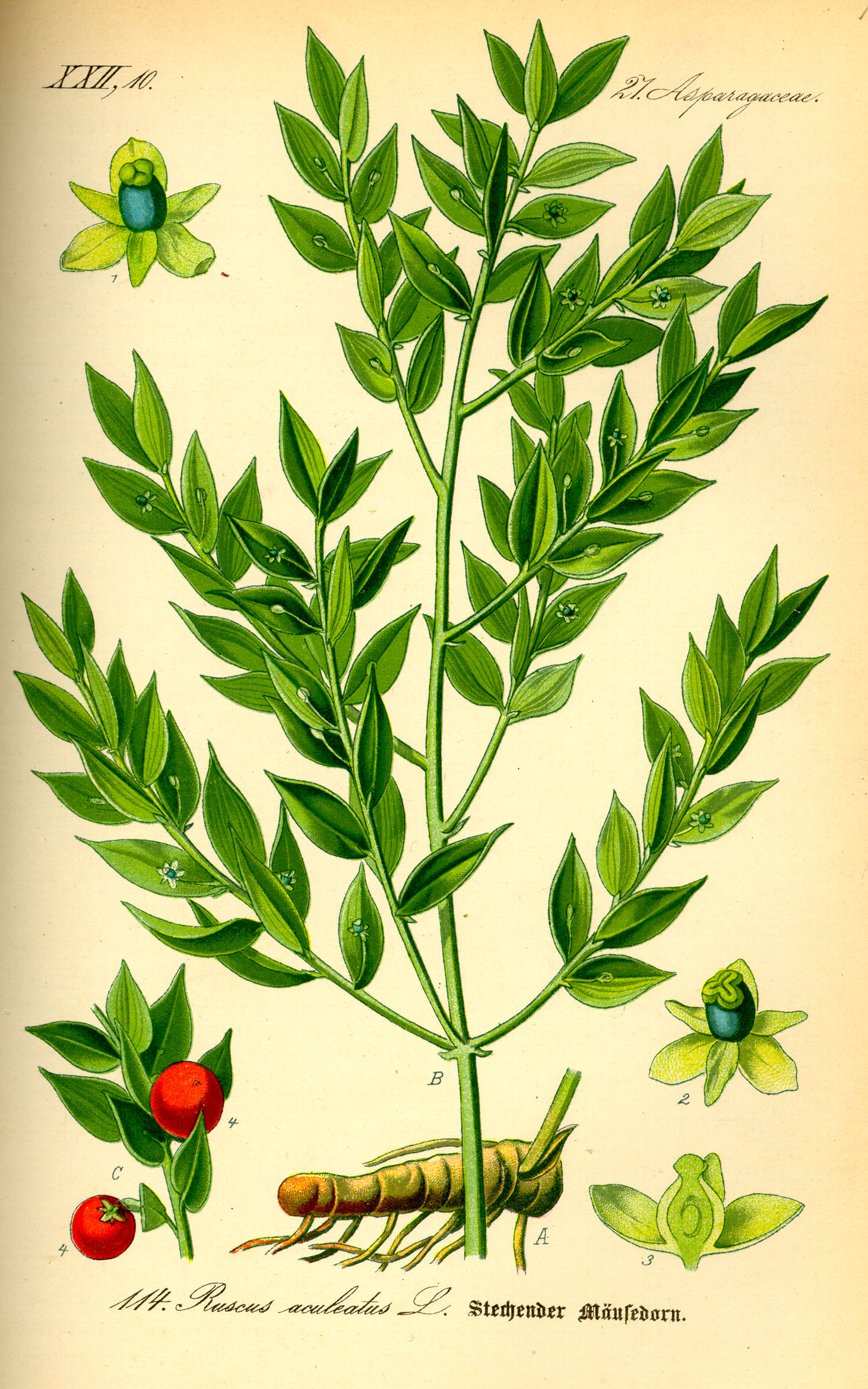
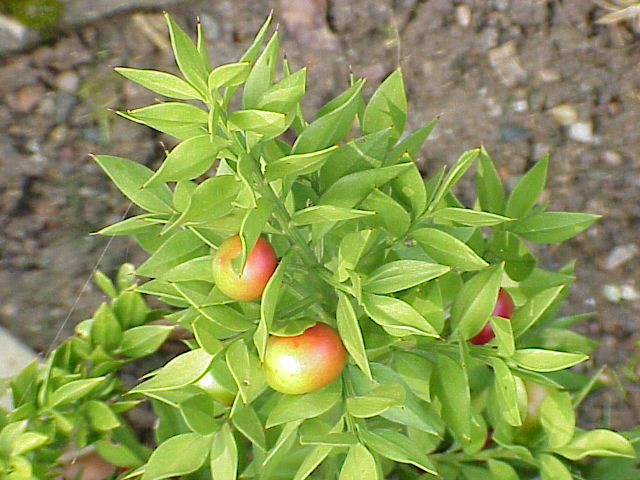
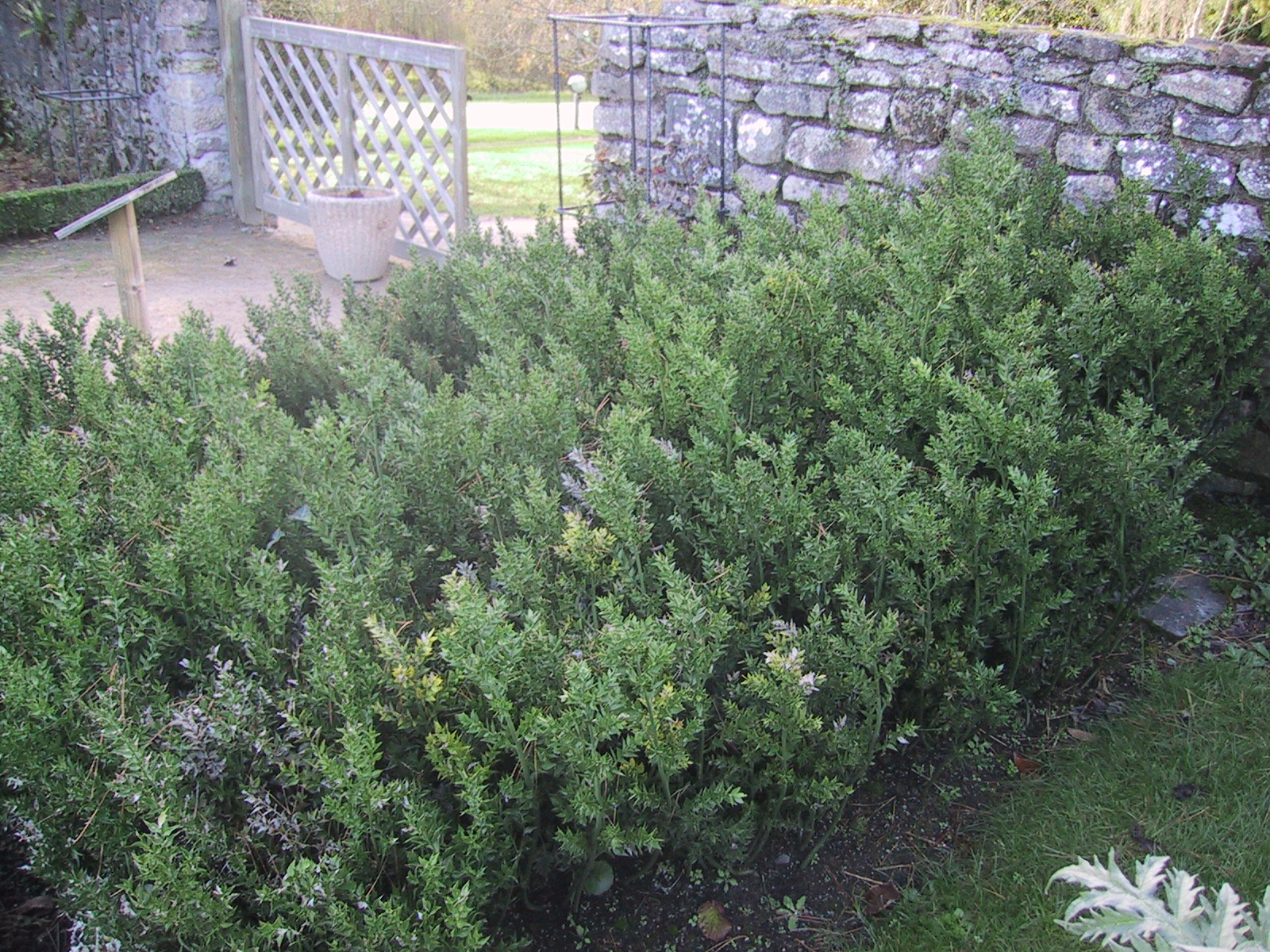
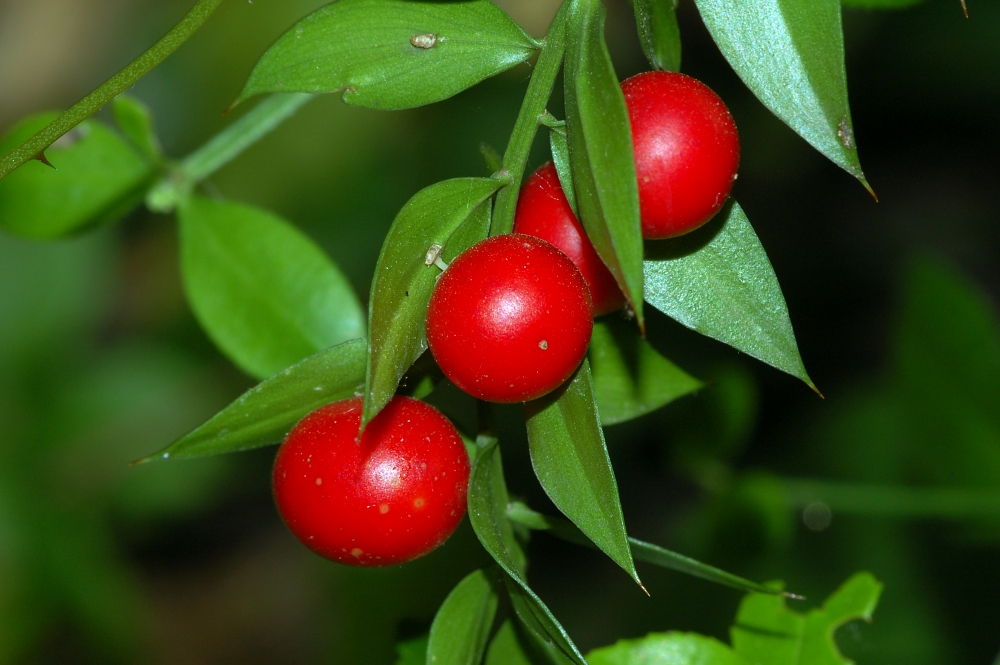